# Karin Reich
Karin Anna Reich (geborene Bienfang; * 13. Oktober 1941 in München) ist eine deutsche Mathematikhistorikerin.
Reich machte 1960 am Luisengymnasium in München ihr Abitur. Sie studierte Mathematik, Physik und Astronomie in München (Diplom 1966 mit Grundlagen der Relativitätstheorie) und Zürich. Von 1967 bis 1973 war sie wissenschaftliche Assistentin am Forschungsinstitut des Deutschen Museums in München und am Institut für Geschichte der Mathematik und Naturwissenschaften der Ludwig-Maximilians-Universität München, wo sie 1973 bei Helmuth Gericke promoviert wurde (mit der Untersuchung Die Geschichte der Differentialgeometrie von Gauß bis Riemann. 1828–1868). 1980 habilitierte sie sich in München (über die Entwicklung des Tensorkalküls, 1994 in überarbeiteter Form als Buch erschienen). Sie war ab 1980 Professorin für die Geschichte der Naturwissenschaft und Technik an der Fachhochschule für Bibliothekswesen in Stuttgart. 1980/81 und 1981/82 hatte sie einen Lehrauftrag für Geschichte der Mathematik an der Universität Heidelberg, und 1981 vertrat sie den Lehrstuhl für Geschichte der Naturwissenschaften an der Universität Hamburg. 1982 war sie Privatdozentin und 1988 außerplanmäßige Professorin für Geschichte der Mathematik an der Universität Stuttgart.
Reich war von 1994 bis zu ihrem Eintritt in den Ruhestand 2007 Professorin am Institut für Geschichte der Naturwissenschaften, Mathematik und Technik an der Universität Hamburg, dessen Direktorin sie als Nachfolgerin von Christoph J. Scriba war.
Reich veröffentlichte unter anderem Biographien über Carl Friedrich Gauß, über Michael Stifel und über François Viète (mit Gericke gab sie eine kommentierte Übersetzung von In artem analyticam isagoge von 1591 heraus) und zur Geschichte der Vektor- und Tensorrechnung (Thema ihrer Habilitation) und der Differentialgeometrie. Mit Kurt Vogel und Gericke gab sie auch in den 1970er Jahren die Geschichte der Elementarmathematik von Johannes Tropfke neu heraus.
Reich war Mitglied der Joachim-Jungius-Gesellschaft und ist Mitglied der Akademie der Wissenschaften in Hamburg, der Akademie der Wissenschaften zu Göttingen und der Akademie gemeinnütziger Wissenschaften zu Erfurt.

## Schriften (Auswahl)
- Carl Friedrich Gauss: 1777/1977, München 1977, 2. Auflage 1985, ISBN 978-3-89164-019-7.
- Die Entwicklung des Tensorkalküls. Vom absoluten Differentialkalkül zur Relativitätstheorie, Birkhäuser 1994, ISBN 978-3-0348-9643-6, DOI:10.1007/978-3-0348-8486-0.
- mit Gerd Biegel: Carl Friedrich Gauß: Genie aus Braunschweig – Professor in Göttingen, Braunschweig 2005, ISBN 978-3-926701-63-3.
- Herausgeber (mit Alexander Kreuzer): Emil Artin (1898–1962). Beiträge zu Leben, Werk und Persönlichkeit, Rauner Verlag 2007, ISBN 978-3-936905-24-3.
- mit Horst Schmidt-Böcking: Otto Stern. Physiker, Querdenker, Nobelpreisträger. Societäts-Verlag, Frankfurt am Main 2011, ISBN 978-3-942921-23-7.
- Wolfgang Sartorius von Waltershausen (1809–1876). In: Dies. (Hrsg.): Wolfgang Sartorius von Waltershausen, Gauß zum Gedächtniss. Edition am Gutenbergplatz Leipzig, Leipzig 2012, ISBN 978-3-937219-57-8 (Verlagsinfo).
- Cauchy und Gauß. Cauchys Rezeption im Umfeld von Gauß. Archive for History of Exact Sciences, Band 57, 2003, S. 433–463, DOI:10.1007/s00407-002-0064-8.
- mit Elena Roussanova: Carl Friedrich Gauß und Russland. Sein Briefwechsel mit in Russland wirkenden Wissenschaftlern, Abhandlungen Akad. Wiss. Göttingen, N.F. 16, De Gruyter 2011, ISBN 978-3-11-025307-8, DOI:10.1515/9783110253078.
- mit Eberhard Knobloch, Elena Roussanova: Alexander von Humboldts Geniestreich : Hintergründe und Folgen seines Briefes an den Herzog von Sussex für die Erforschung des Erdmagnetismus, Berlin 2016, ISBN 978-3-662-48163-9, DOI:10.1007/978-3-662-48164-6.
- mit Elena Roussanova: Karl Kreil und der Erdmagnetismus. Seine Korrespondenz mit Carl Friedrich Gauß im historischen Kontext, Verlag der Österreichischen Akademie der Wissenschaften, Wien 2018 (Denkschriften / Österreichische Akademie der Wissenschaften, Philosophisch-Historische Klasse. Band 508), ISBN 978-3-7001-8186-6.
- mit Horst Schmidt-Böcking: Otto Stern (1888–1969) und seine Jahrhundertexperimente, die die Welt der Physik revolutionierten. Wissenschaftler in Hamburg. Band 9. Wallstein Verlag, Hamburg 2024, ISBN 978-3-8353-5770-9.

## Einzelbelege
1. ↑  Veröffentlicht im Archive for History of Exact Sciences, Bd. 11, 1973, S. 273–382, doi:10.1007/BF00357392.

| Personendaten    | Personendaten                   |
| ---------------- | ------------------------------- |
| NAME             | Reich, Karin                    |
| ALTERNATIVNAMEN  | Bienfang, Karin (Geburtsname)   |
| KURZBESCHREIBUNG | deutsche Mathematikhistorikerin |
| GEBURTSDATUM     | 13. Oktober 1941                |
| GEBURTSORT       | München                         |